# Saint-Paul-de-Fenouillet
Saint-Paul-de-Fenouillet (tiếng Occitan: Sant Pau de Fenolhet) là một xã trong tỉnh Pyrénées-Orientales, vùng Occitanie phía nam nước Pháp. Xã Saint-Paul-de-Fenouillet nằm ở khu vực có độ cao trung bình 267 mét trên mực nước biển.

## Kết nghĩa
Saint-Paul-de-Fenouillet kết nghĩa với xã Ennis của Cộng hòa Ireland.